# マスタッシュ/memories
マスタッシュ／memories（original version）（マスタッシュ／メモリーズ オリジナル バージョン）は、木村カエラのメジャー12枚目のシングルで、2008年9月10日にコロムビアミュージックエンタテインメントから発売された。

## 解説
- 初の両A面シングル。
- 初回盤のみきせかえツール「着せカエラ」ダウンロードカード封入。
- 「マスタッシュ」とは英語で「口ひげ」を意味するが、本人いわく「響きがよかったから」との理由で名づけられたので、歌詞との関連はない。[1]
- 「マスタッシュ」のギターソロは、木村カエラが演奏している。[2]
- 「memories（original version）」のミュージックビデオでは映画のヒロインを演じたアヤカ・ウィルソンと共演して、映画の監督・中島哲也がディレクションを担当している。

## 曲目
（全作詞：木村カエラ）
1. マスタッシュ
  - 作曲・編曲：A×S×E
  - マンダム「LUCIDO-L」CMソング
2. memories（original version）
  - 作曲：渋谷毅／編曲：二杉昌夫、Gabriele Roberto
  - 東宝配給映画「パコと魔法の絵本」主題歌
  - RKB毎日放送「今日感テレビ日曜版」オープニングテーマ
3. マスタッシュ（Instrumental）
4. memories（original version）（Instrumental）

## 収録アルバム
- HOCUS POCUS (#1、album ver.)
- 5years (#1,2)
- 10years